# Leprous
I Leprous sono un gruppo musicale norvegese formatosi nel 2001 a Notodden.

## Storia

### Primi anni (2001-2007)

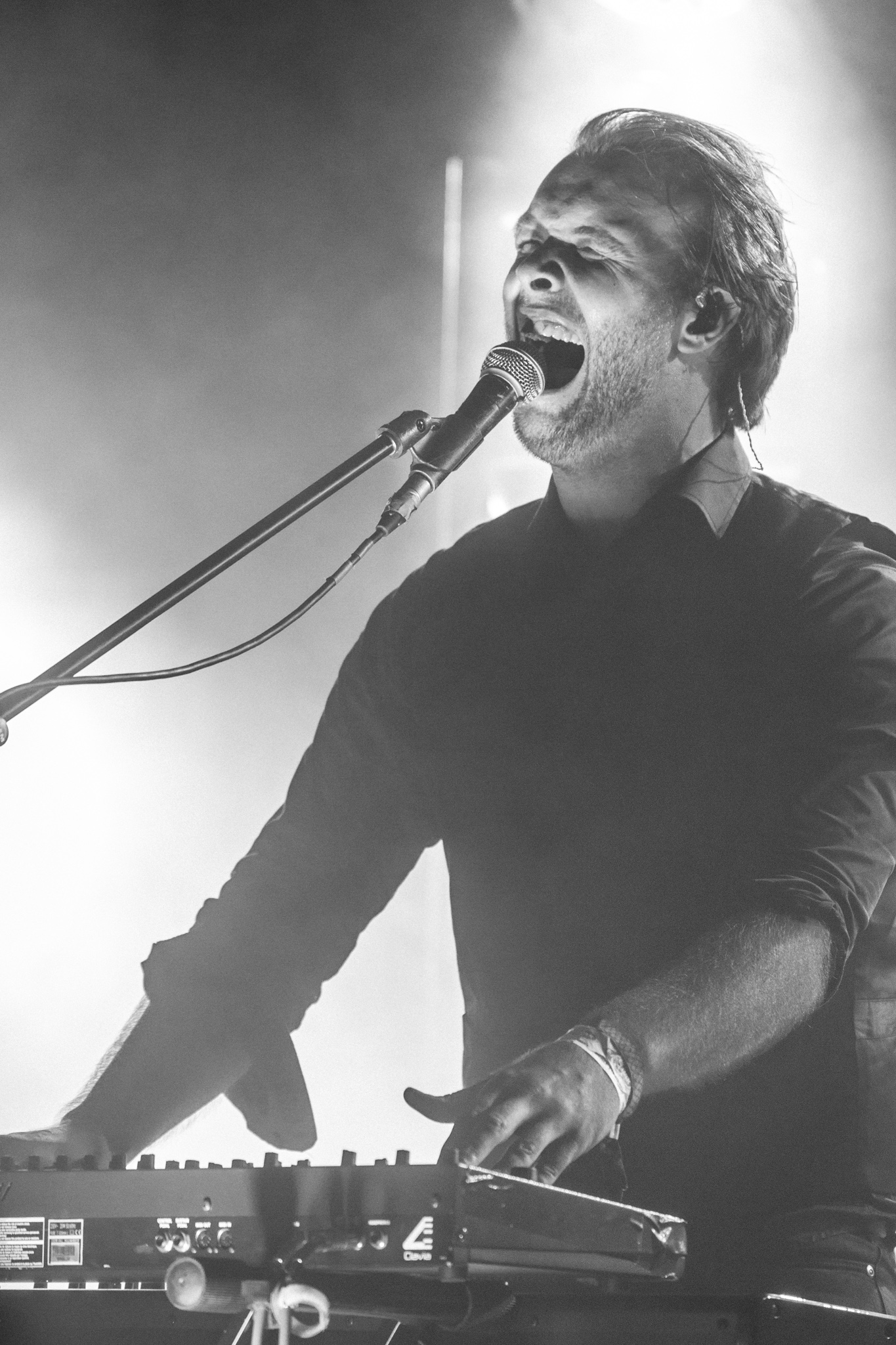
Einar Solberg

I Leprous vennero formati nel 2001 per iniziativa del tastierista e cantante Einar Solberg e del chitarrista e cantante Tor Oddmund Suhrke, a cui si aggregarono il batterista Truls Vennman, il chitarrista Esben Meyer Khristensen e il bassista Stian Lonar, gli ultimi due rispettivamente sostituiti da Kenneth Solberg e da Halvor Strand tra il 2002 e il 2003. Tra i mesi di aprile e maggio 2004 il gruppo registrò il primo demo Silent Waters, composto da tre brani (Silent Waters, Beauty of Death e Collapse), e nello stesso anno Kenneth Solberg lasciò il gruppo, venendo sostituito da Øystein Landsverk; nel 2005 anche Vennman abbandonò i Leprous, venendo scelto al suo posto Tor Stian Borhaug: con questa nuova formazione, tra febbraio e marzo 2006 i Leprous incisero il secondo demo Aeolia, costituito da nove brani. Secondo quanto dichiarato dal gruppo, il disco avrebbe dovuto essere il loro album di debutto e fu preso in considerazione anche da un'etichetta discografica, tuttavia gli stessi componenti del gruppo avevano già composto nuovo materiale per una pubblicazione futura e i piani di pubblicazione di Aeolia furono pertanto accantonati.
Il 9 settembre 2007 Borhaug lasciò in via definitiva il gruppo, venendo sostituito da Tobias Ørnes Andersen.

### Tall Poppy Syndrome(2008-2010)
In seguito all'entrata del nuovo batterista, nell'agosto del 2008 i Leprous hanno registrato materiale per il proprio album di debutto, dopodiché il 23 febbraio 2009 hanno firmato un contratto discografico con la statunitense Sensory Records, la quale ha pubblicato l'album il 5 maggio dello stesso anno. Intitolato Tall Poppy Syndrome, l'album ha ricevuto giudizi positivi da parte della critica specializzata: Alex Henderson di AllMusic ha elogiato in particolar modo il gruppo per essersi distanziato dalla «mentalità pre-anni novanta» dei gruppi progressive metal contemporanei grazie alla fusione delle sonorità di gruppi rock progressivo come Pink Floyd e King Crimson con quelle di gruppi alternative metal quali Tool e Mr. Bungle.
Grazie a Tall Poppy Syndrome, i Leprous hanno guadagnato l'attenzione dell'ex-frontman del gruppo black metal Emperor, Ihsahn, che li ha scelti come gruppo spalla per i suoi concerti da solista. Durante il 2010 il gruppo ha fatto la propria apparizione al ProgPower USA, supportando successivamente i Therion nel loro tour europeo.

### BilateraleCoal(2010-2014)

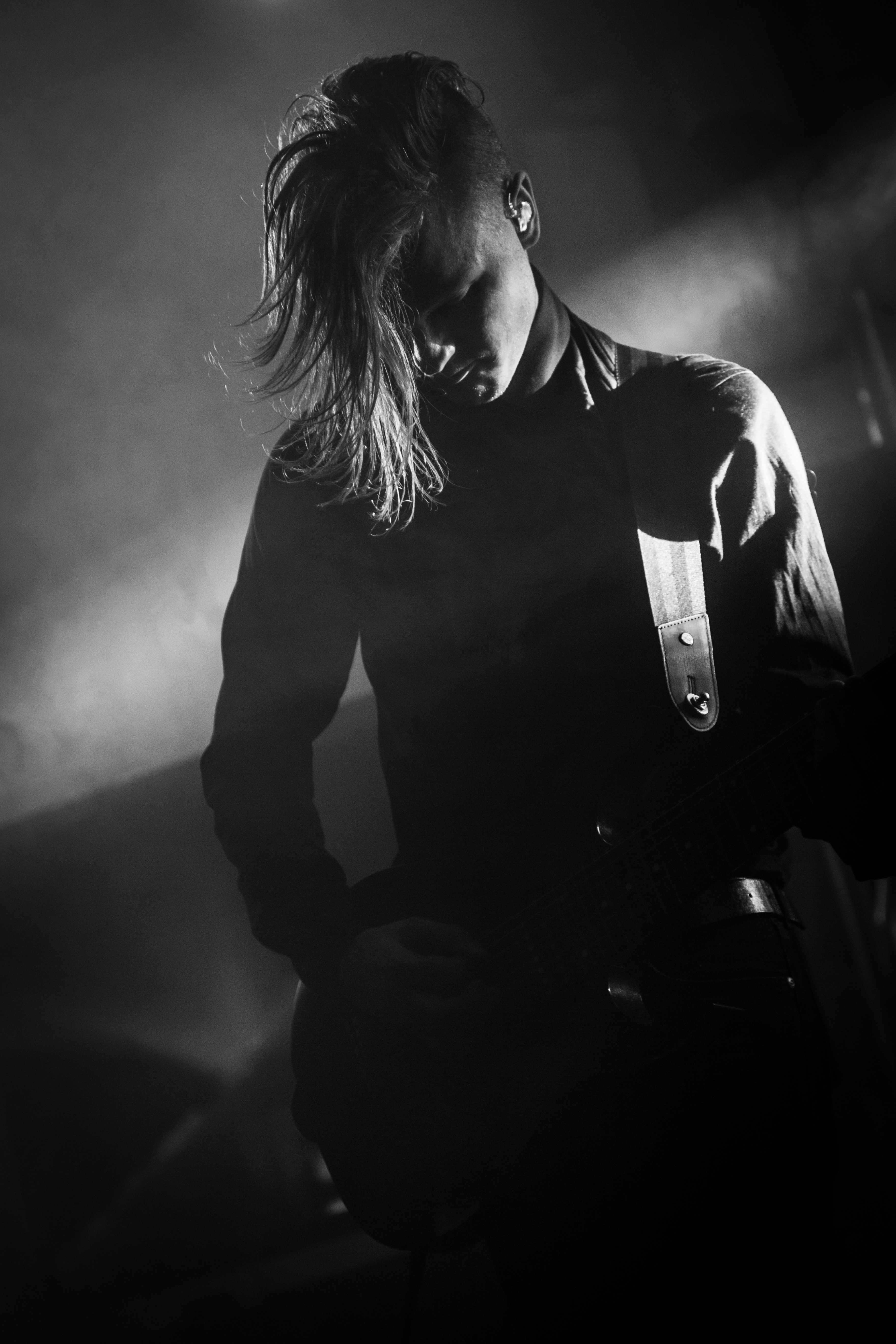
Tor Oddmund Suhrke

Il 5 aprile 2010 i Leprous hanno rivelato attraverso il proprio sito ufficiale di aver finito di comporre sei brani per il secondo album in studio (Forced Entry, Waste of Air, Indifference, Solitude, Thorn e Bilateral) e di essere al lavoro su altri due. Tuttavia, il 21 dicembre dello stesso anno il bassista Halvor Strand ha lasciato in maniera amichevole il gruppo per dedicarsi ad altri progetti, venendo pertanto sostituito da Rein Blomquist, con il quale i Leprous hanno registrato il disco nella metà di gennaio 2011.
Il 28 febbraio 2011 i Leprous hanno firmato un contratto discografico con la Inside Out Music e con la Century Media, mentre verso la fine di giugno dello stesso anno hanno annunciato il titolo dell'album, Bilateral, uscito il 22 agosto in Europa e il giorno seguente nell'America del Nord. Definito dal frontman Solberg come «più sperimentale in molti modi rispetto a Tall Poppy Syndrome», l'album è stato co-prodotto dal gruppo con Ihsahn, il quale ha collaborato vocalmente al brano Thorn, presentato in anteprima a inizio agosto attraverso il sito MetalSucks, ed è stato promosso da un tour tenuto con gli Amorphis in Europa tra novembre 2011 e gennaio 2012 e dal tour European Progressive Assault svoltosi nell'ottobre 2012 e che li ha visti esibirsi in qualità di headliner.

L'11 marzo 2013 il gruppo norvegese ha completato le lavorazioni relative al terzo album in studio, intitolato Coal e uscito il 20 marzo dello stesso anno in Europa e otto giorni più tardi nell'America del Nord. Anticipato ad aprile dal brano Chronic e a maggio dal videoclip di The Cloak, l'album è stato prodotto dai Leprous stessi insieme a Heidi Solberg Tveitan e Vegard Tveitan dei Mnemosyne ed è stato descritto da Einar Solberg con le seguenti parole:
 In seguito all'uscita dell'album, il gruppo ha intrapreso il relativo tour promozionale al quale il batterista Tobias Ørnes Andersen non ha potuto partecipare a causa di numerosi impegni paralleli; il suo posto è stato preso temporaneamente da Baard Kolstad. Il 9 agosto 2013 il bassista Rein Blomquist ha lasciato il gruppo per dedicarsi ad altre attività nella vita, venendo sostituito da Martin Skrebergene, mentre il 6 maggio 2014 Kolstad è divenuto definitivamente il nuovo batterista in seguito all'annuncio della dipartita di Andersen.
Tra il 23 ottobre e il 2 novembre 2014 il quintetto ha preso parte a un tour britannico insieme agli Haken e ai Maschine, mentre l'11 novembre ha terminato in via ufficiale la collaborazione con Ihsahn.

### The Congregation(2014-2016)

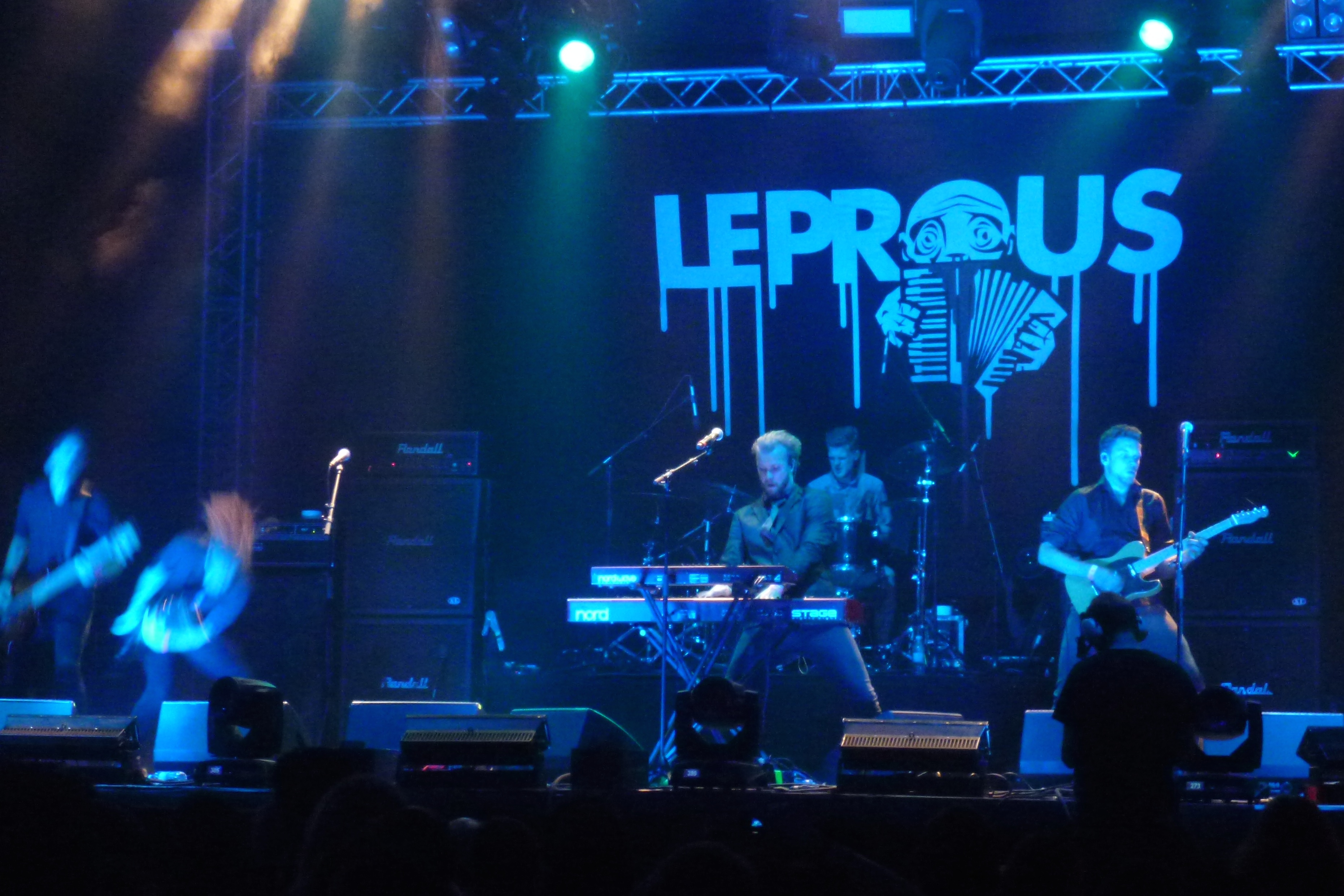
I Leprous in concerto nel 2013

Il 30 luglio 2014 il frontman Einar Solberg ha rivelato i primi dettagli sul quarto album in studio dei Leprous:
 Nel mese di dicembre 2014 il gruppo ha dichiarato di essere intenzionato a pubblicare l'album entro maggio 2015, ma durante lo stesso periodo il bassista Martin Skrebergene ha abbandonato la formazione a causa di «questioni differenti», secondo quanto spiegato dal chitarrista Tor Oddmund Suhrke attraverso Reddit; le parti di basso sono state quindi registrate da Simen Børven, entrato nel gruppo in qualità di turnista.
Ultimate le registrazioni il 14 febbraio 2015, il gruppo ha annunciato cinque giorni più tardi il titolo dell'album, The Congregation, e la data di pubblicazione, fissata al 22 maggio dello stesso anno. Costituito da undici tracce, l'album è stato promosso dal The Congregation Tour Part 1, svoltosi in Europa tra settembre e novembre 2015, e dal The Congregation Tour Part 2, tenuto nel resto del Mondo e nuovamente in Europa per tutto il 2016. Parallelamente al tour, il 18 febbraio 2016 il gruppo ha lanciato una campagna su Indiegogo volta a raccogliere fondi per la realizzazione del loro primo album dal vivo, contenente la registrazione del concerto del 4 giugno 2016 alla Rockefeller Music Hall di Oslo; il disco, intitolato Live at Rockefeller Music Hall, è stato pubblicato il 25 novembre 2016 dalla Inside Out Music.

### Malina(2017-2018)
Nei primi tre mesi nel 2017 i Leprous si sono esibiti in qualità di gruppo di apertura durante il tour europeo del Devin Townsend Project.
Il 18 maggio 2017 è stato annunciato il quinto album in studio Malina, pubblicato dalla Inside Out Music il 25 agosto dello stesso anno. Prodotto nuovamente da David Castillo, l'album è il primo inciso senza il chitarrista Øystein Landsverk, che ha abbandonato il gruppo nell'autunno del 2016 ed è stato rimpiazzato da Robin Ognedal (già turnista del gruppo nelle loro date statunitensi di quel periodo), nonché il primo con Børven in qualità di membro ufficiale. Ad anticiparne l'uscita sono stati i primi tre singoli in carriera del gruppo, From the Flame, Stuck e Illuminate, rispettivamente pubblicati il 16 giugno, il 28 luglio e il 18 agosto.
Contemporaneamente all'annuncio dell'album i Leprous hanno presentato anche un tour europeo promozionale per l'album, che si è svolto tra ottobre e novembre 2017 e che ha visto come gruppi di supporto gli Agent Fresco, gli Alithia e gli Astrosaur.
Nella primavera del 2018 il gruppo si è esibito nell'America del Nord in qualità di artista di supporto per i Between the Buried and Me e per i The Dear Hunter. Il 1º giugno è stato pubblicato per il download digitale il singolo inedito Golden Prayers, realizzato durante le sessioni di registrazione di Malina.
Tra l'estate e l'autunno 2018 hanno intrapreso la seconda parte del tour di Malina, esibendosi dapprima in Europa insieme agli Agent Fresco e ai 22 e in seguito in America nel North American Entomology 2018, tournée congiunta agli Haken. In entrambe le occasioni, durante i concerti hanno reinterpretato il brano Angel dei Massive Attack, versione in seguito pubblicata come singolo il 25 gennaio 2019.

### Pitfalls(2019-2020)

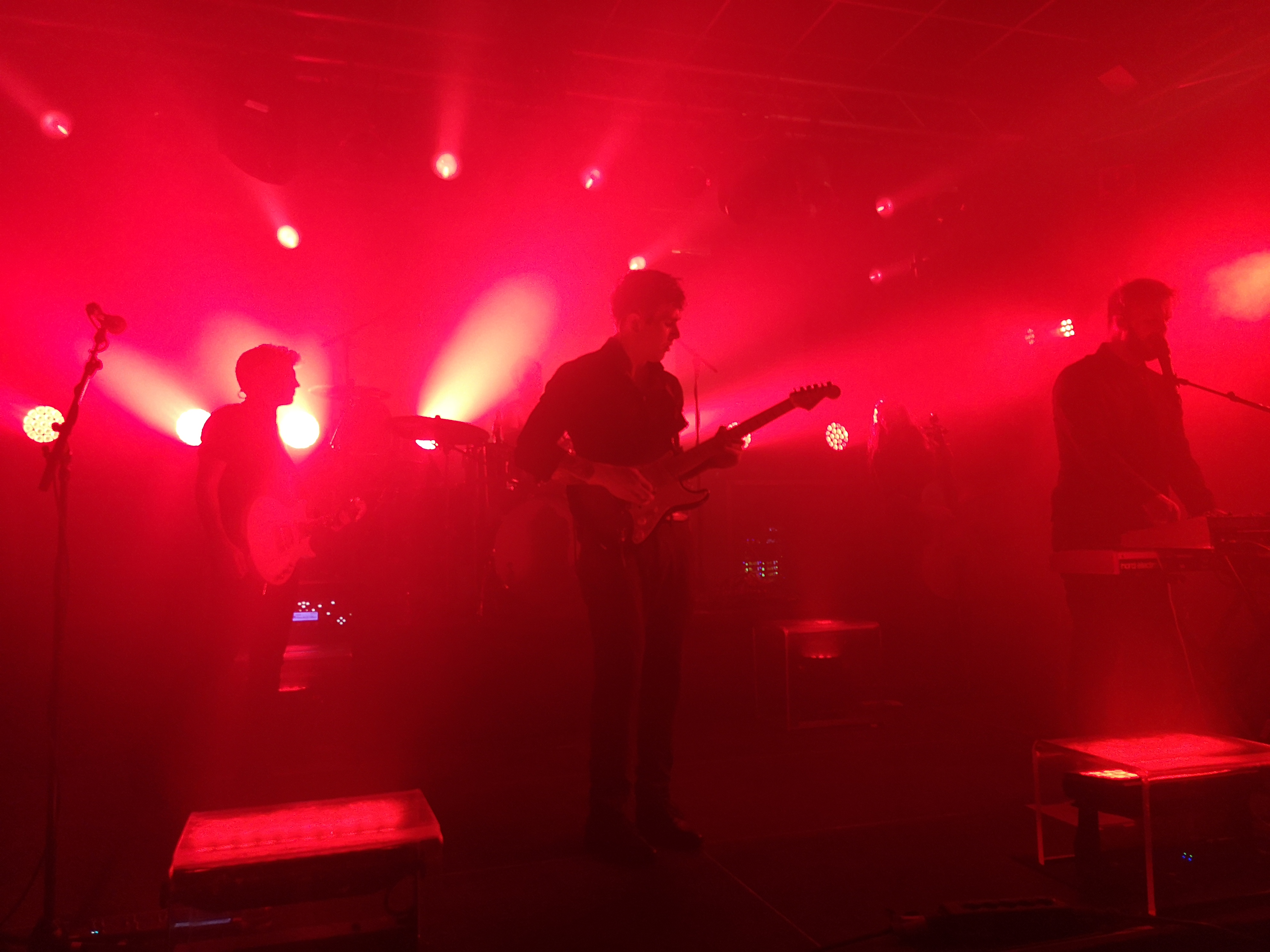
I Leprous in concerto a Parma nel 2019

Il 2 marzo 2019 i Leprous hanno cominciato le sessioni di registrazione per il sesto album in studio insieme al produttore David Castillo. Secondo quanto spiegato da Solberg, il materiale avrebbe preso «una direzione decisamente controversa» rispetto a quanto realizzato con il precedente album Malina.
Il disco, intitolato Pitfalls, risulta infatti caratterizzato principalmente da sonorità vicine alla musica elettronica e da strutture più pop, con un frequente impiego di violoncello e violino, ma senza tralasciare poliritmie o brani sperimentali o rock progressivo come il conclusivo The Sky Is Red, quest'ultimo caratterizzato anche da un assolo di chitarra (fatto inusuale nella carriera del gruppo) e da un coro. Uscito il 25 ottobre 2019, l'album è stato anticipato dalla pubblicazione dei singoli Below, Alleviate e Distant Bells (resi disponibili a cadenza quasi mensile) ed è stato promosso a novembre dello stesso anno da una tournée europea dove i Leprous sono stati supportati dai The Ocean e dai Port Noir; la seconda parte del tour si è invece svolta tra febbraio e marzo 2020, durante la quale sono stati supportati dai Klone e dai Maraton.

### Concerti in live streaming,Aphelion(2020-2024)

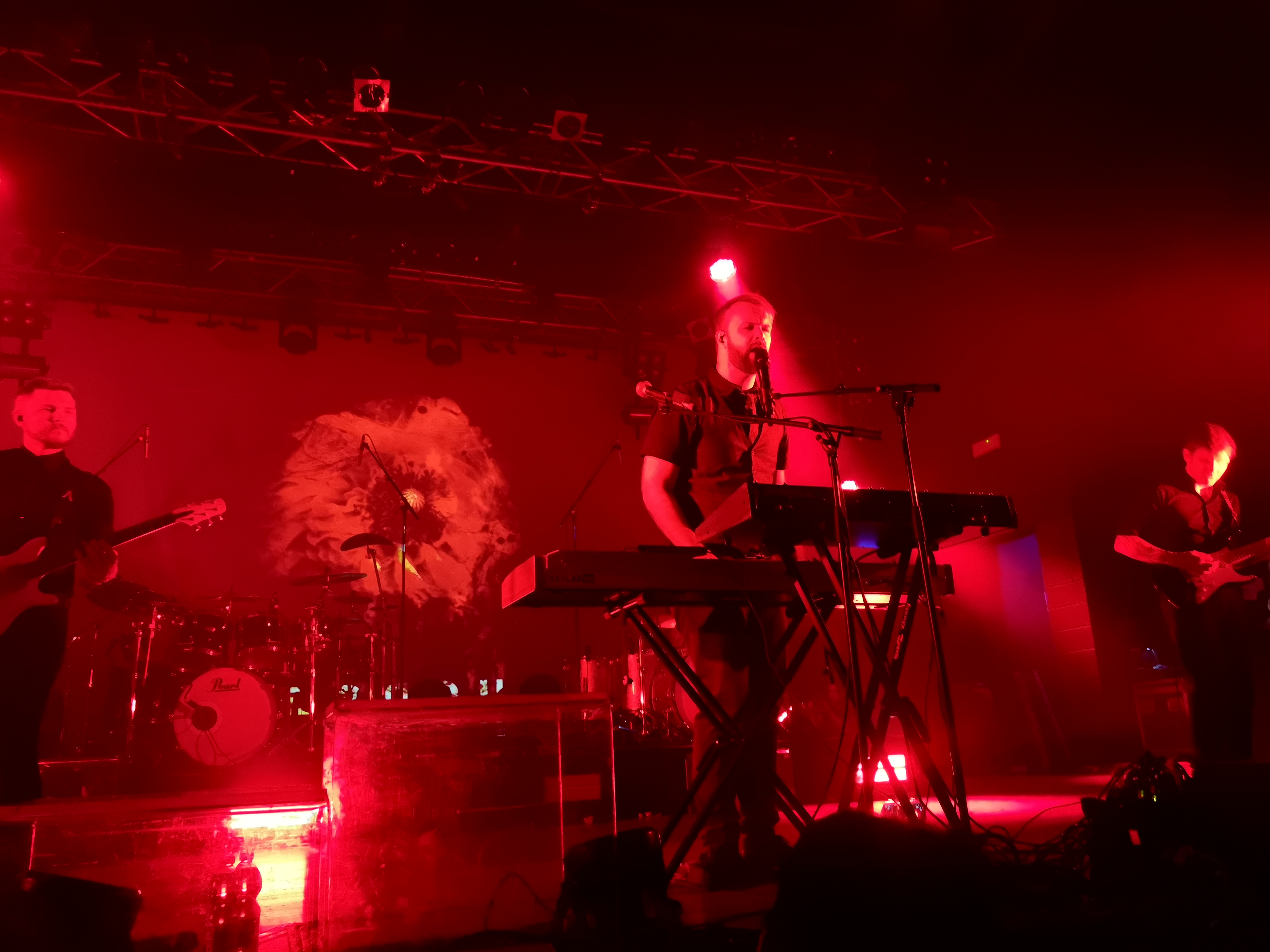
I Leprous in concerto a Trezzo sull'Adda nel 2021

Durante il 2020 l'attività dal vivo del gruppo è stata fortemente limitata dalle misure di confinamento adottate al fine di fronteggiare la pandemia di COVID-19. Il 31 maggio hanno tenuto un concerto in live streaming presso gli studi Urban Sound di Oslo, mentre il 10 luglio si sono esibiti al Sentralen di Oslo attraverso un doppio concerto con scalette differenti. Il 9 ottobre hanno tenuto un secondo concerto in live streaming presso i Cederberg Studios, la cui scaletta è stata scelta in diretta dai fan. Un ulteriore concerto in live streaming si è svolto il 20 dicembre insieme a Ihsahn, evento al quale hanno preso parte anche gli ex membri Øystein Landsverk e Tobias Ørnes Andersen.
Nel corso dell'estate i Leprous si sono riuniti agli Ocean Sound Recordings di Giske per registrare nuovo materiale in studio. La prima pubblicazione tratta da tali sessioni è stata il singolo Castaway Angels, reso disponibile il 4 dicembre 2020.
Nel 2021 il gruppo ha ripreso ad esibirsi dal vivo attraverso un'altra serie di concerti in live streaming. Il primo di questi si è svolto il 20 e 21 febbraio, durante il quale sono stati proposti rispettivamente Malina e Pitfalls nella loro interezza, segnando pertanto il debutto dei brani By My Throne e Foreigner tratti da quest'ultimo album. Il 10 e l'11 aprile sono invece stati eseguiti interamente gli album Bilateral e Coal.

Il 9 giugno 2021 i Leprous hanno annunciato il settimo album Aphelion, rendendo disponibile il 25 dello stesso mese il secondo singolo Running Low. Il disco è stato pubblicato il 27 agosto e si compone di dieci brani, tra cui il terzo singolo The Silent Revelation. Riguardo alla realizzazione del disco, Solberg ha evidenziato come risulti differente dalle precedenti pubblicazioni:
Il disco è stato promosso da uno speciale doppio concerto tenuto presso il Notodden Teater di Notodden tra la sera del 25 agosto e la notte del 26 (entrambe le esibizioni sono state rese disponibili anche in live streaming), oltre a un'esibizione tenuta in occasione dell'apparizione del gruppo al Ready for Prog Festival di Tolosa il 23 ottobre in qualità di headliner.
Il 26 e 27 novembre i Leprous hanno eseguito per intero Bilateral rispettivamente a Varsavia e a Istanbul, mentre nel mese di dicembre hanno intrapreso il From the Begining - 20th Anniversary Tour in Europa, durante il quale hanno celebrato i loro vent'anni di carriera eseguendo brani da tutto il loro repertorio, passando dalle prime demo fino ad Aphelion; per l'occasione nella formazione dal vivo si è aggiunto anche l'ex batterista Tobias Ørnes Andersen.
Nei primi mesi del 2022 hanno continuato la promozione di Aphelion attraverso una tournée nordamericana dove sono stati supportati dai The Ocean, spostandosi in Europa per esibirsi presso vari festival, tra cui il Prognosis nei Paesi Bassi e l'Hellfest in Francia, oltre ad aver aperto uno dei due concerti di Devin Townsend presso la Royal Albert Hall di Londra in aprile. Tra settembre e ottobre 2022 Aphelion è stato promosso nuovamente in America in occasione della partecipazione del gruppo come artisti di supporto agli Apocalyptica per il loro Cell-0 Tour, dopodiché nel corso del 2023 hanno intrapreso un'estesa tournée europea tra febbraio e marzo.
Nel 2023 Solberg ha debuttato come artista solista con l'album 16,  composto da undici brani caratterizzati da sonorità ancora più sperimentali e sinfoniche e da testi focalizzati sulla salute mentale, l'ansia e la depressione.

### Melodies of Atonement(2024-presente)
Nel 2024 il gruppo è tornato sulle scene musicali con l'ottavo album Melodies of Atonement, che rappresenta un ritorno a sonorità più pesanti e meno influenzate da elementi orchestrali.

## Formazione
Attuale
- Einar Solberg – voce, tastiera (2001-presente)
- Tor Oddmund Suhrke – chitarra, cori, voce occasionale (2001-presente), tastiera (2017-presente)
- Baard Kolstad – batteria (2014-presente)
- Simen Børven – basso, cori (2015-presente), tastiera (2017-presente)
- Robin Ognedal – chitarra, cori (2016-presente), tastiera (2019-presente)

Turnisti
- Petter Hallaråker – chitarra (2015)
- Eirik Kråkenes – chitarra (2017)
- Pedro Miguel Nuñez Diaz – tromba (2021-2022)
- Raphael Weinroth-Browne – violoncello, tastiera (2017-2023)
- Harrison White – tastiera, percussioni, cori (2024-presente)

Ex componenti
- Esben Meyer Khristensen – chitarra (2001-2003)
- Kenneth Solberg – chitarra (2002-2003, 2003-2004)
- Øystein Landsverk – chitarra, growl occasionali (2004-2016, 2020)
- Stian Lonar – basso (2001-2002)
- Halvor Strand – basso (2002-2010)
- Rein Blomquist – basso (2010-2013)
- Martin Skrebergene – basso (2013-2014, 2019)
- Truls Vennman – batteria (2001-2005)
- Tor Stian Borhaug – batteria (2005-2007)
- Tobias Ørnes Andersen – batteria (2007-2014, 2019, 2020, 2021)

## Discografia

### Album in studio
- 2009 – Tall Poppy Syndrome
- 2011 – Bilateral
- 2013 – Coal
- 2015 – The Congregation
- 2017 – Malina
- 2019 – Pitfalls
- 2021 – Aphelion
- 2024 – Melodies of Atonement

### Album dal vivo
- 2016 – Live at Rockefeller Music Hall
- 2023 – Live 2022

### Singoli
- 2017 – From the Flame
- 2017 – Stuck
- 2017 – Illuminate
- 2018 – Golden Prayers
- 2019 – Angel
- 2019 – Below
- 2019 – Alleviate
- 2019 – Distant Bells
- 2020 – Castaway Angels
- 2021 – Running Low
- 2021 – The Silent Revelation
- 2024 – Atonement
- 2024 – Silently Walking Alone
- 2024 – Like a Sunken Ship

## Videografia

### Album video
- 2016 – Live at Rockefeller Music Hall

### Video musicali
- 2011 – Restless
- 2013 – The Cloak
- 2015 – The Price
- 2017 – From the Flame
- 2017 – Stuck (Radio Edit)
- 2017 – Illuminate
- 2019 – Angel
- 2019 – Below
- 2019 – Alleviate
- 2020 – The Sky Is Red (Live)
- 2020 – Castaway Angels
- 2021 – Running Low
- 2021 – The Silent Revelation
- 2021 – Nighttime Disguise
- 2024 – Atonement
- 2024 – Silently Walking Alone
- 2024 – Like a Sunken Ship